# Liv Kristine
Liv Kristine Espenæs (Stavanger, 14 de febrero de 1976), más conocida como Liv Kristine, es la ex vocalista de las bandas Theatre of Tragedy y Leaves' Eyes y desde 2017 se unió a Midnattsol junto a su hermana Carmen Elise Espenæs. Su voz está catalogada como soprano.
Con talento musical desde edades tempranas, Liv se unió a Theatre of Tragedy para ser la voz secundaria de la banda, pero pronto adquirió un papel importante cantando junto a Raymond Istvàn Rohonyi. El 3 de julio de 2003 se casó con Alexander Krull, el vocalista de la banda alemana Atrocity y dio a luz en diciembre a su hijo Leon Alexander. Fue expulsada de Theatre of Tragedy tras mudarse a Alemania y formar una nueva banda, Leaves' Eyes, con los músicos de Atrocity. También publicó algunos álbumes en solitario. Fue expulsada de Leave's Eyes y actualmente se encuentra separada de Alexander Krull. 
Liv Kristine como ha mencionado en numerosas entrevistas, estudió Literatura Inglesa e hizo un magíster en fonología y fonética en inglés antiguo. Producto a su carrera, sus canciones están cuidadosamente escritas, apreciándose su gusto por la literatura, la historia y los idiomas. Le gusta mucho Shakespeare y la literatura gótica, lo que se puede ver notablemente en las letras de sus canciones.

## La época de Theatre of Tragedy

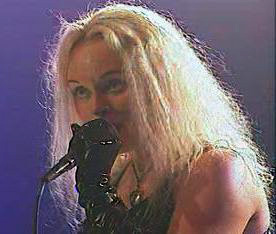
Liv Kristine en concierto con Theatre of Tragedy, en 2001

Desde que era una pequeña niña descubrió su fascinación por la música y deseaba ser cantante. Su icono del pop, Madonna, era la máxima ídola de la joven Liv, quien pasaba sus horas estudiando las canciones y poses de la chica material enfrente del espejo. A los 10 años, Liv y una amiga suya encontraron su primera banda, “twice”; después se unió a un coro de iglesia, cantando a.o. las obras maestras de J.S. Bach. Sin embargo Liv estaba buscando libertad creativa y por lo tanto decide formar la banda Theatre of Tragedy con algunos amigos. Originalmente se desempeñaba como cantante de fondo, pero convenció a sus compañeros de la banda de sus cualidades como cantante y se convirtió en la vocalista, a dueto con el vocalista Raymond. En 1994, Theatre of Tragedy grabó su primer demo y firmaron para un contrato discográfico.
Medio año después, produjeron su álbum en cooperación con Dan Swanö, que fue sacado a la venta el verano de 1995. Pero falló a la vista de varias conferencias de prensa: Además las revistas los llamaron “Lo nuevo del mes”, la mayoría de los medios no sabía exactamente cómo manejar la combinación de voces femeninas y metal duro. Pero resultó ser lo que la audiencia esperaba: dentro de un corto tiempo el álbum vendió el sensacional número de 25.000 copias, de las cuales se triplica el número ahora. No cabe duda de que Theatre of Tragedy se quedó en el ojo de los medios. Y fácilmente se percataron de la razón de su éxito sorprendente –La soprano Liv Kristine. Con el contraste de la masculina voz oscura, Theatre of Tragedy fue el símbolo y el origen de "la bella y la bestia" –Fenómeno de los fines de los noventa. Incluso ahora siguen siendo seguidos por docenas de bandas similares tratando de tener el mismo éxito.
Con el álbum que le siguió Velvet Darkness They Fear y el auto creado estilo, Theatre of Tragedy alcanzó su avance final de 125.000 copias vendidas. El sencillo Der Tanz de Schatten se vendió dentro de unas cuantas semanas. El track alemán pronto probaría ser el himno oficial para toda una escena. A lo largo de su simbiosis espectacular de gótico/ondas y sonidos de metal la banda cruzó fácilmente la estricta frontera entre ambos estilos y por lo tanto unieron fanes de todos los géneros.
Theatre of tragedy, junto con Atrocity, es la primera banda de metal que tocarían en el Wave Gotk Treffen en Leipzig, Alemania. Con su aparición le abrieron las puertas a docenas de actos góticos a los festivales más importantes de la escena. Tocaban Der Tanz der Schatten en todos los club oscuros de Europa y quizás es una de las canciones más fuertes en la música gótica. A lo largo de su éxito también el público interesado en Theatre of Tragedy se expandía, fanes y la prensa pronto encontraron a la favorita de los medios de comunicación, Liv Kristine. Desde ahora todas las revistas relevantes ponían a la chica rubia con voz extraordinaria y Liv Kristine se convirtió en la reina del metal gótico. Los fanes votaban por ella y su banda en un número de encuestas para ser lo más reciente del año y la solicitud de Liv y su voz. La banda alemana Atrocity fue la primera que le pidió a Liv que hiciera una presentación y así apareció como la cantante invitada en Werk 80. Con excelentes críticas concernientes a su participación de la interpretación de los clásicos de los 80 y una entrada fenomenal a la lista de posiciones del top 30, a Liv le alentó la idea de hacer su propio proyecto.
En 1998 Theatre of Tragedy y Liv grabaron el concepto de su obra maestra Aégis. El disco sería milenario en la historia del metal y los éxitos en las listas de Alemania mantenían la magnífica posición de 40. Las revistas más importantes (a.o. Metal Hammer, Sonic Seducer) reflejaban la fuerte posición de la banda en escena. Viva 2 partes de las emisiones de televisión de Theatre of Tragedy en vivo en el Dynamo Open Air en Eindhoven, Holanda. Además ellos animaban a más de 8.000 personas en su primer concierto en Grecia, Atenas. En el festival Zillo tocaron en frente a 20.000 personas. Aegis es uno de los discos más exitosos de la escena. Para el nuevo milenio muchas cosas cambiaron tanto como la música de Theatre of Tragedy. En el 2000 llegaron con nuevo álbum Musique. En una nueva imagen y con sellos principales en Eastwest y Nuclear Blast como sello compañero, presentaron canciones del álbum con actitudes electrónicas. Aunque tomas algún tiempo para acostumbrarse a sus sonidos suele ser el paso lógico de un grupo destacado y la saturación del género gótico. Entran a la lista en la posición 39, abarcan numerosas revistas (Orkus, Sonic Seducer...) y una rotación de una semana pasando en los canales de música de Alemania el video Image eso lo dice todo. Liv sorprende con su más singular y diversos cantos que hacen que el disco se convierta en una obra maestra. Ella nos lleva a unas líneas suaves y tiernas también con voces duras y profundas. Y como su ídolo Madonna, venia con otra metamorfosis y ahora aparecía con un look completamente nuevo con un legendario traje de cuero rojo. Sexy y moderno como nunca antes muestra su individualidad y una posición destacada entre los cantantes de la escena gótica.
Theatre of Tragedy continua su dirección con el álbum que le siguió, Assembly, en el 2002 y un éxito en las listas de nuevo. Después de dos giras más exitosas en Europa y conciertos en México, Londres y Moscú, serían la primera banda Europea en tocar en Beirut después del fin de la guerra civil. El 2003 fue el año con más acontecimientos en la vida de la cantante, Después de vivir juntos 7 años, Alexander Krull (Atrocity) y Liv Kristine por fin se casaron el 3 de julio, y en diciembre nace su hijo Leon Alexander. Pero al mismo tiempo un triste mensaje fue anunciado: Después de 10 años de cooperación y más de 500.000 discos vendidos, Theatre of Tragedy decide continuar por camino separado al de Liv Kristine sin una explicación detallada.

## La época de Leaves' Eyes
Lo que parecía ser el fin de una carrera se tornó a ser personal, Junto con los amigos de Atrocity Liv funda una banda nueva donde la experiencia de los integrantes esta junta y forman un sonido único bajo el nombre de Leaves' Eyes. En primavera del 2004 sacan su álbum debut, Lovelorn, con el sello de Napalm Records. El álbum Lovelorn tiene gothic metal en su mayoría de forma entretenida y más fuerte. Con su álbum de regreso Liv muestra sus habilidades como escritora de canciones y un enorme desarrollo en su voz. En su álbum combina lo clásico e incluso opera- y el opulento en una sola voz – la prensa la comparó con Kate Bush.
El videoclip para el sencillo Into your light entre en una rotación en Viva y las importantes revistas de música salían en la portada de junio. Y los fanes están felices y celebran a Leaves’ Eyes en Wave Gotik Treffen 2004. El álbum por sí solo recibió críticas positivas a través del mundo. Al lado de docenas de entrevistas con la prensa internacional, Liv y Alex fueron a una gira promocional en Grecia. Gira de seis semanas a través de Europa la banda tocó en 13 países, Liv celebraba su poderoso regreso. Con sus últimas versiones Leaves’ Eyes es un éxito en las listas de Alemania. En mayo y junio del 2005: El sencillo Elegy se queda por semanas en las listas de sencillos. Y Vinland saga fue un éxito en las listas de discos. El video para Elegy es una invitación para la música en la TV. 
Liv Kristine se ha establecido como cantante invitada con Atrocity pero también con un número de bandas que le pedían su cooperación como artista talentosa y con experiencia. Como ninguna otra cantante ella convencía con una diversidad de estilos. Con los iconos de lo gótico Silke Bischoff grabó la canción Blue moon, con Weltenbrand presentó su primera canción classic-metal. En el álbum Smallow con el metal gótico portugués Heavenwood puedes encontrar un dueto con el héroe del heavy metal y ex-Helloween-/Gamma Ray –Cantante Kai Hansen. El genio la invita a ella y a Eric Martin (ex-Mr. Big) para una canción de heavy-rock y su colaboración con Immortal Rites trae a Liv hasta el death metal. Su aparición más exitosa y conocida como cantante invitada es el dueto con Dani Filth y la legendaria banda Cradle of Filth. El vídeo es tocado por todos los canales de música importantes alrededor del mundo y Liv Kristine recibe un enorme interés de los medios. El éxito increíble de “Nymphetamine” rompe con todas las expectativas, Liv Kristine y Cradle of Filth el año 2005 finalmente son nominados al premio más importante del mundo de la música, el Premio Grammy, por la categoría "Premio Grammy por la Mejor Presentación Metal".
El año 2008, Leaves' Eyes confirma su actuación en el festival Wacken Open Air, junto con otras bandas legendarias en Alemania, luego de su gran éxito de Vinland Saga, en el 2009 graban un DVD llamado We Came with the Northern Winds, en donde muchos seguidores afirman que fue su mejor presentación en vivo. Finalmente el 28 de agosto del 2010, la banda saca su nuevo disco Njord que ha recibido muy buenas críticas, además han presentado dicho disco con un nuevo vídeo titulado "My Destiny".
Posteriormente para el año 2011, Liv junto a Leaves' Eyes lanzan el cuarto disco Meredead, álbum con características de metal sinfónico-folk que se caracteriza por presentar temas basados en la literatura nórdica antigua además de versiones adaptadas de canciones originarias de Noruega, al igual que varias canciones escritas en el idioma nativo de la cantante.
En el 2013 lanza en conjunto a la banda el quinto álbum titulado Symphonies of the Night, con fuertes raíces de metal sinfónico, cuya particularidad está en que posee canciones escritas en diversos idiomas como el noruego, inglés, francés e irlandés, además de estar inspirado en Chaikovski y El lago de los cisnes.
El 15 de abril de 2016 se anuncia por medio de la página de Facebook de Leaves' Eyes, que deja la banda para dedicarse a su carrera solista y otros proyectos, su puesto fue ocupado por la vocalista finlandesa Elina Siirala.

## Carrera solista
En 1997, Liv Kristine comenzó a trabajar con su álbum como solista en marzo de 1998, es la fecha de lanzamiento para el resultado de las grabaciones bajo la marca de Liv Kristine viene con “Deus ex Machina”. Aunque Liv esperaba presentar sonidos góticos y oscuros en su proyecto sorprendió a todos con una atmósfera de sonidos de pop frágil y por tanto abandono cualquier posibilidad paralela a su antiguo trabajo. Mientras tanto Liv decide mudarse a Alemania. Visualmente representaba diversidad creativa y difícilmente podía ser reconocida en su vestimenta blanca angelical en medio de la pureza de las palomas. Con melodías fantásticas, baladas suaves, pop fresco y una gran porción de individualidad, Liv captura al escucha en su camino a un camino de mundo de hadas. Letras propias y una cuna Noruega „Je har ei Tulle med Øyne Blå“ refuerzan la medida de la personalidad aún más y la cantante refleja su ser interior a través de “Deux ex Machina”, el cual nos recuerda a Enya o Lorena McKennitt. Otra canción que se destaca es “3am” a dueto con el cantante Nick Holmes. Aparece en una edición especial y pronto se convierte en el éxito del álbum. Sin promociones extravagantes, “Deux ex Machina” vendió más de 30.000 copias, dentro de unos cuantos meses se había establecido como una artista solista.
El primer concierto de Liv tuvo lugar en los festivales de la lluvia oscura (The dark storm Festivals) en Navidad de 1998. Los shows probaron tener un enorme éxito y la audiencia esta profundamente impresionada por las cualidades en vivo de la amigable cantante. Porque el éxito de Liv fue increíblemente genial en el estreno de Chemnitz. Sería vista después del concierto para el siguiente año en el escenario principal.
En el 2006 Liv Kristine una vez más encanta con su personalidad y su único conocimiento artístico. El sencillo “Fake a Smile” es un éxito en las listas Alemanas. “Enter My Religion” es el tan esperado disco después de “Deux ex Machina”. Este disco ha sido publicado como un trabajo impresionante y pegadizo. Liv Kristine probó de nuevo que una artista que nació con una voz fantástica puede tener muchas caras y facetas, Sin embargo aún se mantiene la única nota personal de sí misma. La mezcla atmosférica de música Pop y Rock, instrumentos exóticos y la voz angelical de Liv es un toque para el corazón y muestra un futuro prometedor para una gran artista. Liv Kristine ha tenido años maravillosos y ambos fanes y los medios estarán impresionados una vez más por su talento e individualidad en los años siguientes. Su prometedor proyecto del pop entrará a una nueva era y también la escena gótica puede esperar y estar preparada para una única Liv.
Finalmente en el año 2010 Liv Kristine publica en sus sitios oficiales su nuevo video "Skintight", con un sonido bastante pop, influenciado por Madonna entre otros artistas. El nuevo álbum saldrá el 27 de agosto del corriente año.

## Vida personal
El 3 de julio de 2003 Liv Kristine se casó con Alexander Krull y tienen un hijo en común, Leon Alexander. Se separaron a principios de 2016.
Ella es vegetariana.

## Discografía

### Con Theatre of Tragedy
- Theatre of Tragedy (1995)
- Velvet Darkness They Fear (1996)
- Der Tanz Der Schatten (Sencillo, 1996)
- A Rose For the Dead (EP, 1997)
- Cassandra (Sencillo, 1998)
- Aégis (1998)
- Theatre of Tragedy Shape (1999)
- Image (Sencillo, 2000)
- Musique (2000)
- Inperspective (EP, 2000)
- Machine (Sencillo, 2000)
- Closure:Live (2001)
- Let You Down(Sencillo, 2002)
- Assembly (2002)
- Envision (Sencillo, 2002)

### Con Leaves' Eyes
- Into Your Light (Sencillo, 2004)
- Lovelorn (2004)
- Elegy (Sencillo, 2005)
- Vinland Saga (2005)
- Legend Land (EP, 2006)
- We Came with the Northern Winds (DVD-CD, 2009)
- My Destiny" (EP, 2009)
- Njord (2009)
- Melusine (EP, 2011)
- Meredead (2011)
- Symphonies of the Night (2013)
- King of Kings (2015)

### Con Midnattsol
- The Aftermath (2018)

### En solitario
- 3am (Sencillo, 1998)
- Deus ex Machina (1998)
- Take Good Care (Sencillo, 1998)
- 3am - Fanedition (1999)
- One Love (Single, 1999)
- Fake a Smile (EP, 2006)
- Enter My Religion (2006)
- Skintight (2009)
- Libertine (2012)
- Vervain (2014)
- Skylight (Sencillo, 2019)
- Have Courage Dear Heart (EP, 2021)
- River Of Diamonds (21 de abril de 2023)

### Otras apariciones como estrella invitada
Liv actuó además con los siguientes grupos como estrella invitada: Delain, Atrocity, Heavenwood, Weltenbrand, Das Ich, Genius, Immortal Rites, Hortus Animae, Umbra et Imago, Beto Vázquez Infinity, Cradle of Filth, Lacrimosa, Romanthica, Savn, Midnattsol, Týr y Orden Ogan.

## Premios y nominaciones

### Grammy Awards
| Año  | Trabajo nominado                                    | Categoría                   | Resultado |
| ---- | --------------------------------------------------- | --------------------------- | --------- |
| 2005 | "Nymphetamyne" - Cradle of Filth feat. Liv Kristine | Mejor presentación de Metal | Nominados |

### FemMetal Awards
| Año  | Trabajo nominado | Categoría       | Resultado |
| ---- | ---------------- | --------------- | --------- |
| 2021 | Liv Kristine     | Mejor vocalista | Nominada  |